# 東京大学理科一類
東京大学理科一類（とうきょうだいがくりかいちるい）は、東京大学の科類。略称は理一（りいち）。

## 概要
「数学、物理学、化学を中心とする数理科学・物質科学・生命科学の基礎」を主に学ぶ。
主に理学部・工学部に進学する。

## ジェンダー
2021年度一般選抜の合格者に占める女子の割合は9.6%で、6つの科類の中で最低となっている。最も高い科類は文科三類の40.9%である。